# 4064 Marjorie
A 4064 Marjorie (ideiglenes jelöléssel 2126 P-L) a Naprendszer kisbolygóövében található aszteroida. Cornelis Johannes van Houten,  Ingrid van Houten-Groeneveld,  Tom Gehrels fedezte fel 1960. szeptember 24-én.